# Mossuril
Mossuril es una villa y también uno de los veintiún distritos que forman la provincia de Nampula en la zona septentrional de Mozambique, región fronteriza con las provincias de Cabo Delgado de Niassa y de Zambezia. Región ribereña del océano Índico con costas sobre el canal de Mozambique. 
La sede de este distrito es la villa de Mossuril.

## Características
Limita al norte con el distrito de Nacala-a-Velha, al oeste con Monapo, al sur y al sudoeste con Mogincual, al este con el océano Índico y con Isla de Mozambique.
Tiene una superficie de 3 463 km² y según datos oficiales de 1997 una población de 89 457 habitantes, lo cual arroja una densidad de 26,1 habitantes/km². En el año 2005 contaba con una población de 107 183 habitantes. Mossuril es también la sede del festival anual de cine y literatura, Festival Fim do Caminho Archivado el 14 de agosto de 2016 en Wayback Machine..

## División administrativa
Este distrito formado por tres localidades, se divide en tres puestos administrativos (posto administrativo), con la siguiente población censada en 2005:
- Mossuril, sede y 51 117 (Mamitatari).
- Lunga, 27 221.
- Matibane, 28 846.